# Verébie

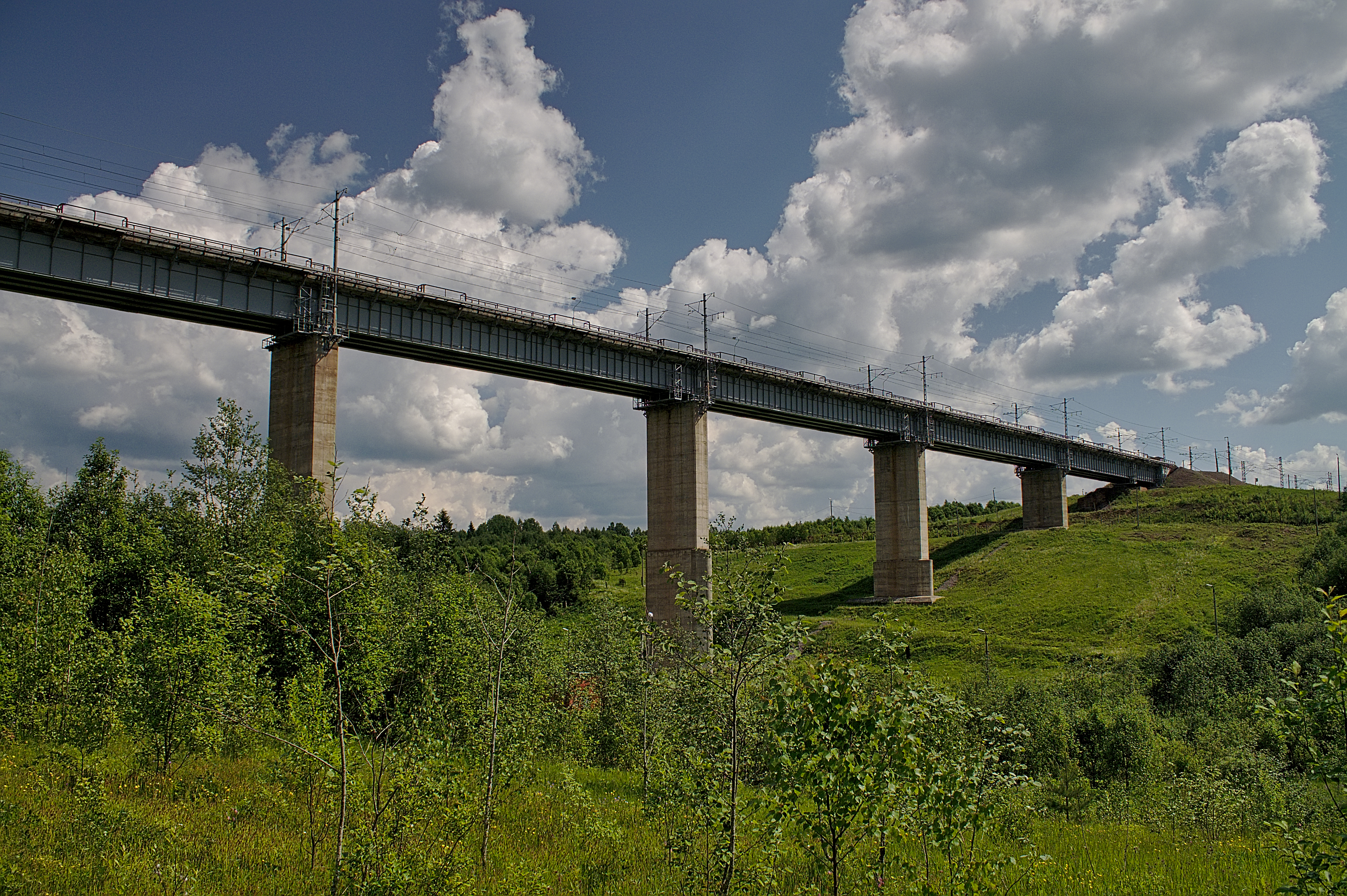
Pont del ferrocarril sobre el riu Verebja.

Verébie (en rus: Веребье) és un poble de l'óblast de Nóvgorod, a Rússia, segons el cens del 2010 tenia 295 habitants.